# Comitato britannico per i toponimi antartici
Il Comitato britannico per i toponimi antartici (in inglese UK Antarctic Place-Names Committee, UK-APC) è un comitato consultivo governativo del Regno Unito, parte del Ufficio degli esteri, del Commonwealth e dello sviluppo,  che ha il compito di proporre nomi per luoghi geografici situati nel Territorio Antartico Britannico  (in inglese British Antarctic Territory, BAT) e nella Georgia del Sud e Isole Sandwich Australi,  SGSSI, due territori britannici d'oltremare. I nomi proposti sono poi ufficialmente approvati dai commissari del BAT e del SGSSI rispettivamente e pubblicati sui dizionari geografici dei due territori, curati e redatti dal Comitato stesso. I toponimi del Territorio Antartico Britannico sono poi pubblicati anche sul dizionario geografico composito dell'Antartide redatto  dal Comitato scientifico per la ricerca in Antartide.
Il Comitato può anche giudicare proposte per nuovi nomi di formazioni geografiche situate in territori antartici esterni al BAT  e al SGSSI, avanzate dai suoi omologhi di altre nazioni o, nel caso in cui il territorio non sia oggetto di rivendicazioni, dal Comitato stesso.